# Сераики
Сераики, наричани още мултани, са етническа група в югоизточен Пакистан. Съставляват около 10% от населението на страната (близо 14 милиона души).
Освен на територията на Пакистан, живеят и в съседните Афганистан и Индия (щатите Пенджаб, Гуджарат и Махаращра).

## История
По традиция сераиките заемат високи държавни и военни постове в Пакистан. Затова са и една от малкото народности в Пакистан, които не са предприели сериозни действия за независимост. Въпреки това и сред тях от средата на 50-те години на миналия век, възникват наченки на борба, първоначално само за признаване на езика като официален, а впоследствие и за автономна провинция (т.нар. Сераикистан в централен Пакистан) в рамките на пакистанската държава.